# Phare de Low Point
Le phare de Low Point est situé à l'entrée Est de la baie de Sydney en Nouvelle-Écosse.
Le premier phare sur ce site avait été construit en 1832. Le phare actuel date de 1938. Il est constitué d'une tour octogonale en béton peinte en blanc de 22 m de haut (72 pieds), alors que la lanterne est rouge. Il a été automatisé en 1988, et sa portée est de 18 milles marins (33 km).

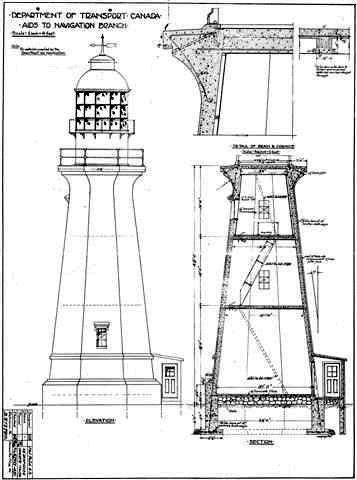
Plan du premier phare
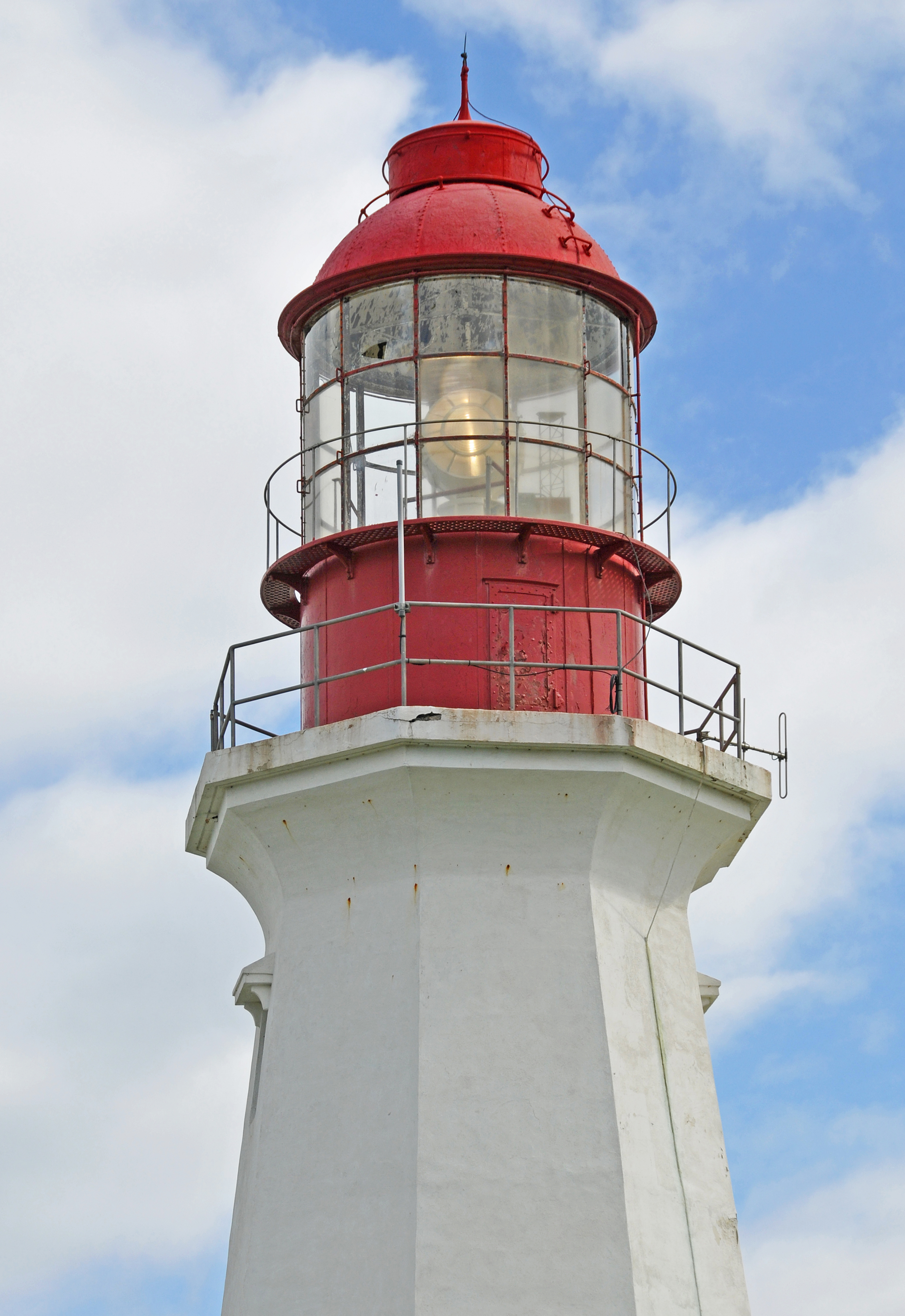
Détail de la lanterne